# 草薙良樹
草薙 良樹（くさなぎ よしき、1986年1月31日 - ）は、日本の俳優・モデル。所属事務所は、asiasi。

## プロフィール
- 身長・体重　183cm・72kg
- 血液型　B型
- 出身地　神奈川県
- 経歴
- 特技　ボクシング
- 趣味　サーフィン、サッカー、ギター

## 出演

### テレビ
- 土曜ワイド劇場 マリッジ （2004年12月、テレビ朝日）
- 花より男子 （2005年、TBS） - 久我雄二 役
- 土曜ワイド劇場 森村誠一の終着駅シリーズ 死者の配達人 （2006年3月25日、テレビ朝日）
- クロサギ 第11話 （2006年6月23日、TBS）
- 花より男子2（2007年、TBS） - 久我雄二 役

### 映画
- TheEARS （2007年） - 香川竜 役
- forget me not（200x年） - ナギ 役
- OnThe Way〜寄り道〜（200x年） - ナギ 役

### ミュージックビデオ
- 矢井田瞳『初恋』

### 舞台
- LOST〜カミノカゼガフキマシタ〜（200x年） - 大塚高志 役
- 奇妙な果実〜STRANGE FRUITS〜（200x年） - 山下哲也 役
- クルクルマワル（200x年） - パンダ 役

### CM
- 資生堂「UNO」
- 日本電子専門学校
- LAWSON「おにぎり屋」